# گلنوری، ویکتوریا
گلنوری (به انگلیسی: Glenroy) یک منطقهٔ مسکونی در استرالیا است که در ویکتوریا (استرالیا) واقع شده‌است.